# Praça dos Três Poderes

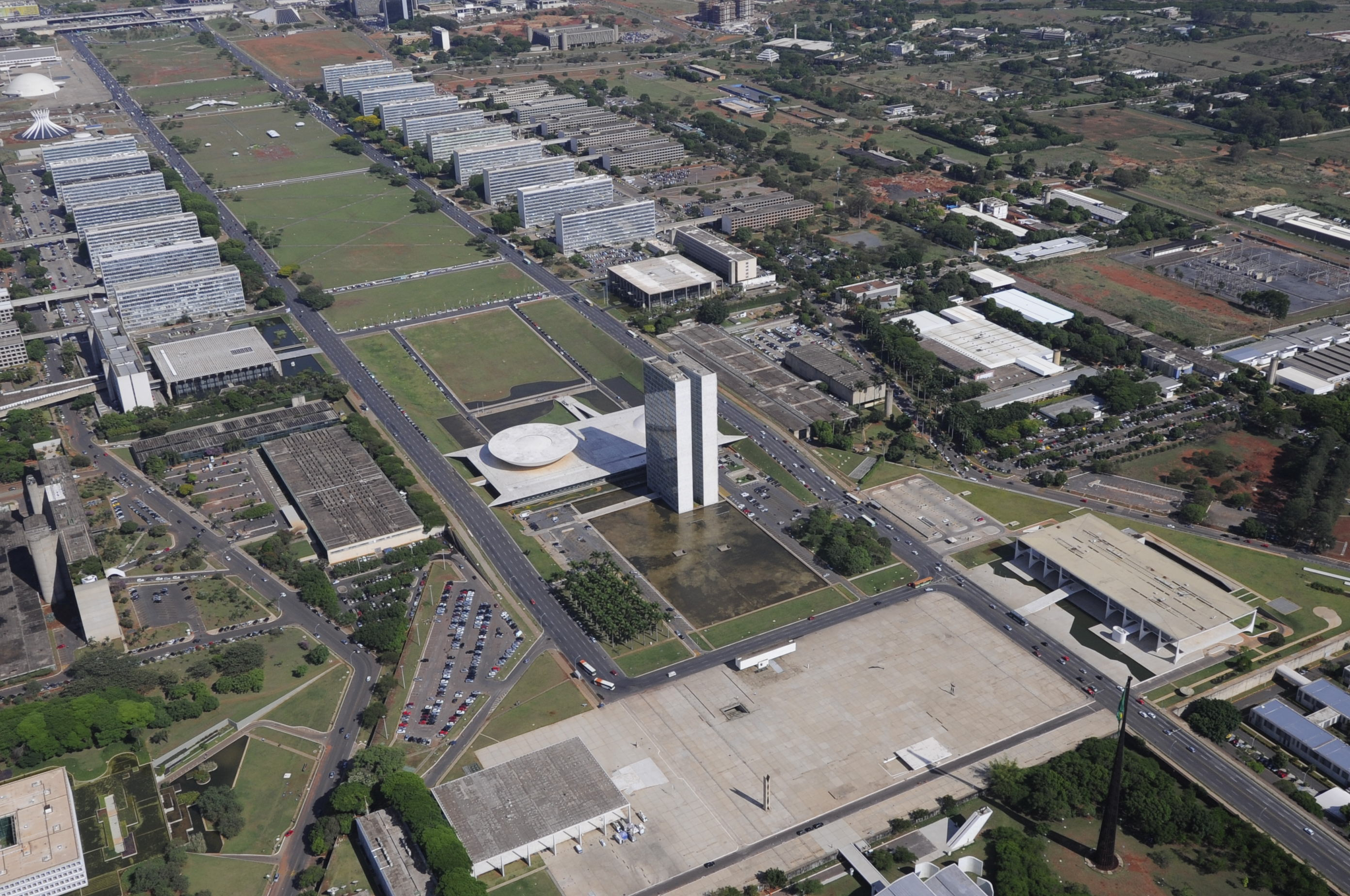
Blick über die Praça dos Três Poderes

Die Praça dos Três Poderes (deutsch: Platz der drei Gewalten) bildet den östlichen Abschluss des Eixo Monumental, der 8 km langen „Monumentalachse“ Brasílias. Sie ist konzeptioneller wie städtebaulicher Höhepunkt des von Lúcio Costa entwickelten Plano Piloto, des Entwicklungsplans für die neue Hauptstadt Brasiliens, die unter der Präsidentschaft von Juscelino Kubitschek ab 1957 verwirklicht wurde. In weniger als drei Jahren errichtet, gilt der Platz mit seinen avantgardistischen Architekturen und seinem komplexen Skulpturenprogramm als Hauptwerk der brasilianischen und weltweiten Nachkriegsmoderne. 1987 wurde die Gestaltung des Platzes im Rahmen des Plano Piloto in das UNESCO-Weltkulturerbe aufgenommen.

## Namensgebung
Der Name des Platzes leitet sich aus der Funktion der drei dort errichteten Staatsgebäude ab:
- Palácio do Congresso Nacional do Brasil – der Nationalkongress Brasiliens als Legislative
- Palácio do Planalto – der Palast des Staatspräsidenten als Exekutive
- Supremo Tribunal Federal – Gebäude des Obersten Gerichtshofs der Brasilianischen Föderation als Judikative

## Baugeschichte und Gestaltung
Die 120 × 220 m umfassende Anlage wurde nach Plänen Lúcio Costas 1958 begonnen und unter Mitwirkung von Oscar Niemeyer und Joaquim Cardozo im Wesentlichen 1960 fertiggestellt. Die Eröffnung erfolgte am 21. April 1960 durch den brasilianischen Präsidenten Juscelino Kubitschek, zeitgleich mit der Proklamation Brasílias zur neuen Kapitale des Landes.

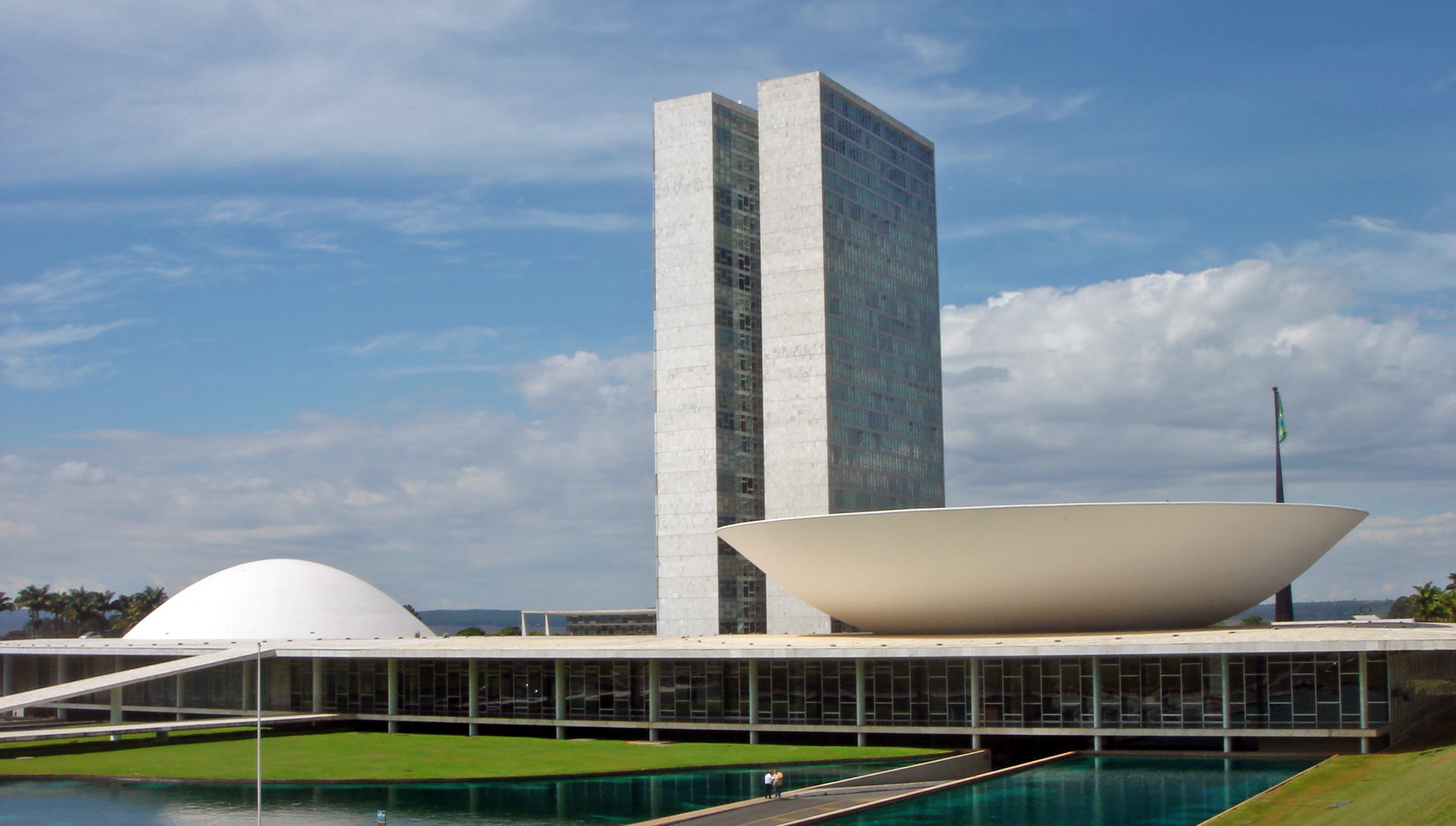
Congresso Nacional

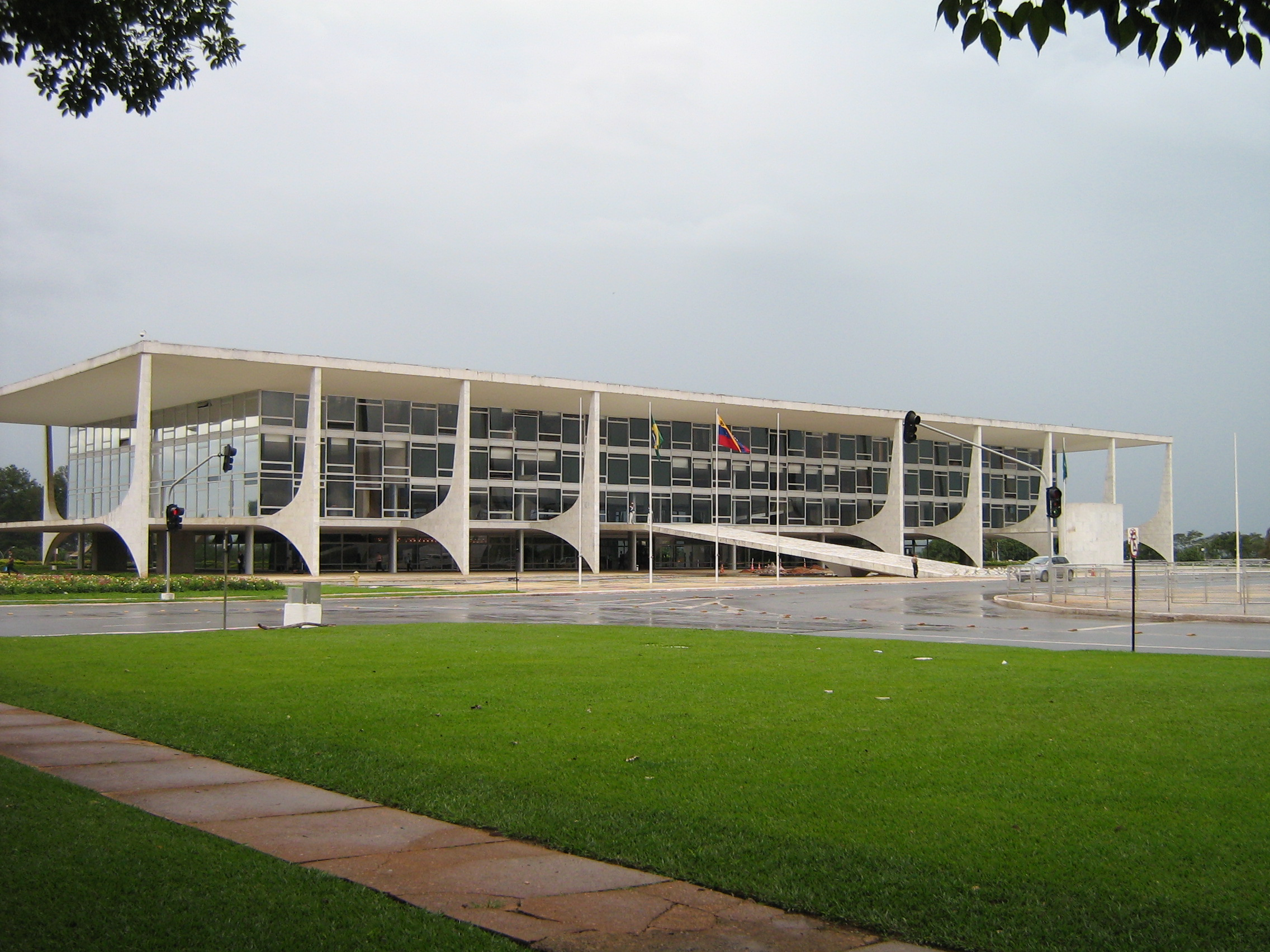
Palácio do Planalto

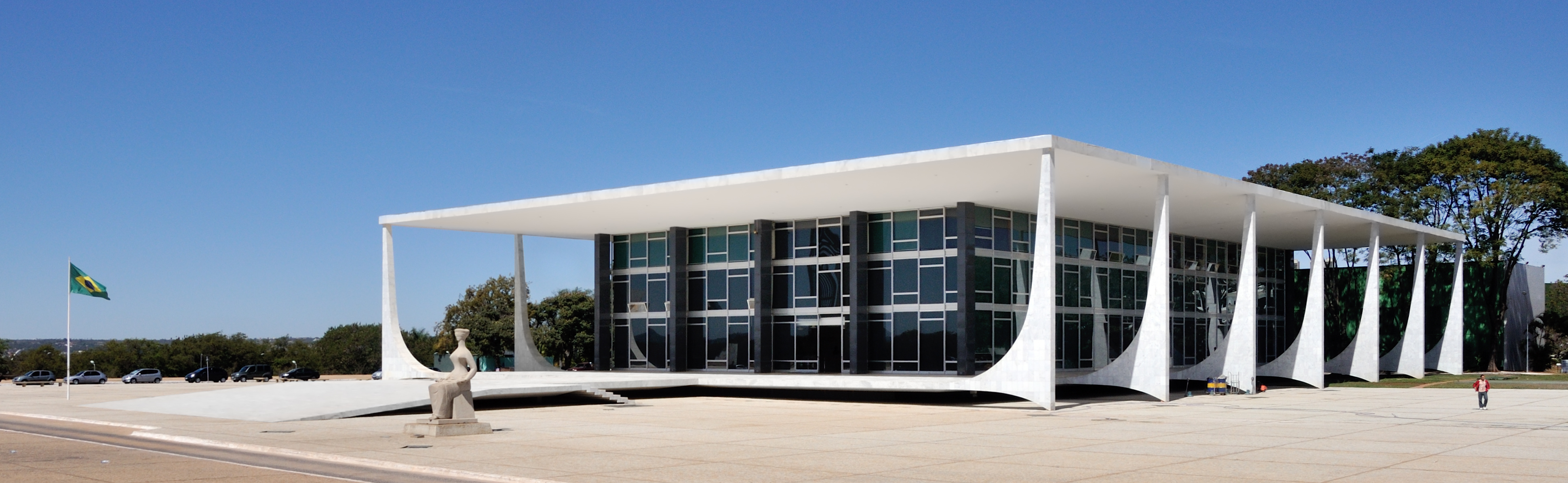
Supremo Tribunal Federal mit der Figur der Justitia

Die T-förmige, streng geometrisch angelegte Praça dos Três Poderes gliedert sich in einen unteren Teil mit Bassins und Grünanlagen und einen oberen Querriegel, der betongepflasterten Esplanada. Eröffnet wird das Ensemble durch den Baukomplex des Nationalkongresses, der ausdrucksvoll über dem Wasserspiegel zu schweben scheint. Das skulpturale Monument vereint symbolisch die beiden Kammern des Kongresses, so die Kuppel des Senats und die Schale des Abgeordnetenhauses. Überragt werden die Baukörper von den etwa 100 m hohen Zwillingstürmen der Abgeordentenbüros. Der Palácio de Planalto für die Exekutive sowie das Supremo Tribunal Federal für die Judikative flankieren die dahinterliegende Esplanada; beide zeigen sich als filigrane Stahl-Glaskörper unter ausladenden Flachdächern, die von segelförmigen Betonstützen getragen werden.
Das Ensemble wird durch weitere signifikante Institutionen ergänzt: Am Westrand der Esplanada liegt der kleine balkenartige Betonbau des Museu Histórico de Brasília (Oscar Niemeyer 1960). Eine elegante Betontreppe führt in den unterirdischen Espaço Lúcio Costa (Oscar Niemeyer 1992), der ein 179 m² großes Modell Brasílias beherbergt. An der Ostseite der Praça dos Três Poderes erhebt sich seit 1986 das expressive Panteão da Pátria e da Liberdade Tancredo Neves (Pantheon des Vaterlandes und der Freiheit Tancredo Neves), ein weiterer Bau Niemeyers. Er ist all jenen gewidmet, die sich um Brasilien verdient gemacht haben – ihre Namen sind im dort hinterlegten Livro de Aço, im „Stählernen Buch“ verzeichnet. Die Anlage säumt der Espaço Oscar Niemeyer mit seinen weißen kubischen Baukörpern (Oscar Niemeyer 1981). Im Inneren werden Ausstellungen brasilianischer Künstler gezeigt und das Erbe des großen brasilianischen Architekten gepflegt.
Der Architektur gegenübergestellt sind eine Reihe avantgardistischer Skulpturen, so A Justiça (Justitia) (Alfredo Ceschiatti 1960), Os Guerreiros (Die Krieger), auch genannt Os Cadangos (etwa: die Wanderarbeiter) (Bruno Giorgi 1959) sowie O Pombal (Der Taubenschlag, populär: Die Wäscheklammer) (Oscar Niemeyer 1961). In die Fassade des Historischen Museums ist eine Porträtbüste von Juscelino Kubitschek eingelassen (José Alves Pedrosa 1960). Überragt wird das Ensemble der Praça dos Três Poderes durch einen 105 m hohen Fahnenmast (mastro especial) mit der gewaltigen, 286 m2 großen Nationalflagge Brasiliens. Sie weht über einer Pyramide aus 24, die Bundesstaaten symbolisierenden Stahlträgern. Das unter der Militärdiktatur von Emílio Garrastazu Médici durch den Architekten Sérgio Bernardes errichtete Monument galt lange wegen seines augenfälligen Patriotismus und seiner Dominanz über Costas und Niemeyers Werke als umstritten.

## Bedeutung
Unter Einbeziehung aller Künste präsentiert sich der Platz der Drei Gewalten als „Metapher der brasilianischen Moderne“, er gilt bis heute als Legitimation und Kulisse der spektakulären Gründung der Hauptstadt Brasília.